# Freebird Games
Freebirds Games é uma desenvolvedora de jogos eletrônicos do Canadá, já tendo desenvolvido seis jogos. To the Moon foi nomeado nas categorias de melhor roteiro e prêmio por inovação no Canadian Videogame Awards.

## Jogos
Além dos jogos abaixo, foram desenvolvidos dois curtos episódios ("minisódios") gratuitos para download que serviram como DLC para To the Moon 
| Data de Lançamento | Título                           | Plataformas                    | Refs          |
| ------------------ | -------------------------------- | ------------------------------ | ------------- |
| 2006-2009          | Quintessence: The Blighted Venom | Microsoft Windows              | [ 4 ]         |
| 2008               | Do You Remember My Lullaby?      | Microsoft Windows              | [ 5 ]         |
| 2011               | The Mirror Lied                  | Microsoft Windows, OS X, Linux | [ 6 ]         |
| 2011               | To the Moon                      | Microsoft Windows, OS X, Linux | [ 7 ]         |
| 2014               | A Bird Story                     | Microsoft Windows, OS X, Linux | [ 8 ]         |
| 2017               | Finding Paradise                 | Microsoft Windows, OS X, Linux | [ 9 ]         |
| 2020               | Impostor Factory                 | Microsoft Windows, OS X, Linux | [ 10 ] [ 11 ] |